# Distretto di Şamaxı
Il distretto di Şamaxı (in azero: Şamaxı rayon) è un distretto dell'Azerbaigian. Il suo capoluogo è Şamaxı.